# Tartaras
Tartaras là một xã trong tỉnh Loire miền trung nước Pháp.